# Kim Astrup
Kim Astrup Sørensen (født 6. marts 1992 i Videbæk) er en dansk badmintonspiller. Han er først og fremmest herredoublespiller og har i en årrække spillet sammen med Anders Skaarup Rasmussen. Sammen har de to opnået store resultater med VM-sølvmedaljen i 2023 som højdepunktet.
Som juniorspiller vandt han bronzemedalje ved verdensmesterskabet i junior i 2010 i drengedouble, og ved EM i 2011 vandt han guld i mixed double sammen med Line Kjærsfeldt samt bronze i drengedouble sammen med Rasmus Fladberg.
Som senior har Astrup efter at være blevet sat sammen med Anders Skaarup opnået flere store resultater, selvom de i første omgang lå lidt bagefter Mads Conrad-Petersen og Mads Pieler Kolding, som de blandt andet tabte til i EM-finalen i 2016. I 2018 blev de europamestre, men da parret senere samme år vandt China Open, var det deres største resultat på det tidspunkt.
Astrup og Skaarup var med ved OL 2020 i Tokyo, hvor de gik videre fra indledende pulje, men tabte i en tæt kvartfinale mod kineserne Li Junhui og Liu Yuchen, der senere vandt sølv. Ved EM 2021 vandt de bronze, hvilket også blev resultatet til VM dette år efter nederlag i semifinalen til et kinesisk par. I 2022 var deres bedste resultat en finaleplads i Japan Open, mens de i 2023 vandt guld ved European Games, inden de ved VM i 2023 meget overraskende nåede finalen, hvor de dog tabte en tæt kamp til koreanerne Kang Min Hyuk og Seo Seung Jae.